# Quốc kỳ Albania
Quốc kỳ Albania (tiếng Albania: Flamuri i Shqipërisë) là một lá cờ có nền đỏ với một con đại bàng đen hai đầu ở trung tâm. Đó là quốc kỳ có hai màu đỏ và đen được Nhà nước Albania công nhận.
Con đại bàng là biểu tượng của quốc gia và người Albania và đã được sử dụng cho mục đích thuộc về huy chương trong thời Trung Cổ bởi một số gia đình người Albania cao quý, trong đó dòng họ nhà Kastrioti có thành viên nổi tiếng nhất là George Kastriot Skanderbeg. Kastrioti áo của cánh tay, miêu tả một con đại bàng hai đầu trên một nền đỏ, trở nên nổi tiếng khi ông lãnh đạo một cuộc nổi dậy chống lại Đế chế Ottoman trong nền độc lập ngắn hạn ở một số khu vực tại Albania giai đoạn 1443-1478. Nó là con đại bàng có nguồn gốc từ đại bàng hai đầu của Hạ viện Palaiologos, một trong các triều đại cai trị của đế quốc Byzantine.
Biểu tượng này đã được người Albania tái sử dụng trong thế kỷ 19 như là một biểu tượng nền độc lập của đất nước từ Đế quốc Ottoman. Ngày 28 tháng 11 năm 1912, Tuyên ngôn Độc lập Albania đã được công bố và lá cờ chính thức được thông qua, thành biểu tượng của một quốc gia độc lập hoàn toàn.
Lá cờ đã trải qua một số thay đổi trong nhiều năm qua các chế độ khác nhau, ví dụ, các chế độ quân chủ thêm một vương miện trên đầu con đại bàng, trong khi chế độ Cộng sản sau chiến tranh thì lại thêm một ngôi sao màu đỏ, và một thời gian ngắn, thêm bùa liềm. Tuy nhiên, thiết kế đơn giản đầu tiên của lá cờ được giới thiệu lại vào ngày 7 tháng 4 năm 1992 sau sự sụp đổ của chính quyền cộng sản.
Albania có cờ dân sự và cờ hải quân, cả hai lá cờ hàng hải đều có điểm khác biệt so với quốc kỳ sử dụng trên đất liền. Cờ dân sự bao gồm ba dải ngang màu đỏ, đen, và màu đỏ. Cờ hiệu hải quân cũng tương tự cờ hiệu dân dụng, ngoại trừ rằng con đại bàng nằm trên nền trắng, và phần dưới của lá cờ có một dải ngang màu đỏ. Các đại bàng của lá cờ của Albania được vẽ trên mặt sau của đồng xu lekë 5, được ban hành vào năm 1995 và 2000.
Lá cờ của Albania cũng rộng rãi mặc dù không chính thức bay ở Kosovo bằng tiếng Albania dân tộc của đất nước. Đó là biểu tượng của nước Cộng hoà không được công nhận của Kosovo trong những năm 1990. Các nhà nước độc lập của Kosovo hiện nay sử dụng một lá cờ khác nhau được thiết kế để tránh bất kỳ biểu tượng giống với một dân tộc cụ thể.

## Quốc kỳ trong lịch sử

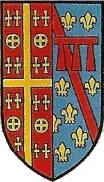
Quốc kỳ của Vương quốc Albania từ 1368 đến 1444.
Quốc kỳ của League of Lezhë được thiết kế bởi Skanderbeg từ 1444 tới 1479.
Quốc kỳ của Albania dưới sự xâm lược của Đế quốc Ottoman hồi thế kỷ XIX.
Quốc kỳ của Công quốc Albania từ 1912 đến 1914.
Quốc kỳ của Vương quốc Albania từ 1914 đến 1920.
Quốc kỳ của Vương quốc Albania từ 1920 đến 1925 và của Cộng hòa Albania từ 1925 đến 1926.
Quốc kỳ của Cộng hòa Albania từ 1926 đến 1928.
Quốc kỳ của Vương quốc Albania từ 1928 đến 1934
Quốc kỳ của Vương quốc Albania từ 1934 đến 1939.
Quốc kỳ Albania thuộc Ý từ 1939 đến 1943.
Phiên bản quốc kỳ của Vương quốc Albania thuộc Ý có thêm chiếc vương miện. Đây là vương miện của Nhà Savoy, cai trị Ý kể từ 1861 đến 1946 và Albania 1939-1943.
Quốc kỳ của Albania thuộc Đức Quốc xã từ 1943 đến 1944
Quốc kỳ của the Dân chủ Nội các Albania từ 1944 đến 1946
Quốc kỳ của Cộng hòa Nhân dân Albania từ 1946 đến 1976, Cộng hòa Xã hội Chủ nghĩa Nhân dân Albania từ 1976 đến 1991, và Cộng hòa Albania từ 1991 đến 1992.
Quốc kỳ của Cộng hòa Albania từ 1992 tới nay.